# 10 Cloverfield Lane
10 Cloverfield Lane (Calle Cloverfield 10 en España y Avenida Cloverfield 10 en Hispanoamérica) es una película estadounidense de suspenso dirigida por Dan Trachtenberg; escrita por Josh Campbell, Matthew Stuecken y Damien Chazelle y protagonizada por Mary Elizabeth Winstead, John Goodman y John Gallagher, Jr. La película comenzó como un guion titulado The Cellar (El sótano, en español), pero durante la producción, a cargo de Bad Robot Productions, evolucionó hasta convertirse en lo que el productor J. J. Abrams describió como «un pariente de sangre» y una sucesora espiritual de la película de 2008, Cloverfield. La película se estrenó el 11 de marzo de 2016.

## Resumen
Tras una discusión con su novio Ben (Bradley Cooper), Michelle (Mary Elizabeth Winstead) huye de su hogar en Nueva Orleans y termina con su compromiso. Mientras conduce a altas horas de la noche por Luisiana, se distrae por una llamada de Ben y sufre de un accidente automovilístico. Para cuando recupera la consciencia, se despierta en una habitación sin ventanas y encadenada a la pared. El hombre responsable de rescatarla, Howard (John Goodman) le comenta que la trajo a su búnker debido a que un ataque desconocido ha convertido a la superficie en un lugar inhabitable. Esto deja a Michelle completamente insegura de qué creer, por lo que intenta escapar, pero debido a sus heridas y al entablar contacto con otro residente en el refugio de nombre Emmett (John Gallagher, Jr.), que respalda las afirmaciones de Howard, desiste de sus intentos. No obstante, cuando Michelle escucha lo que parece ser un automóvil en la superficie intenta huir de nuevo, pero antes de poder abrir la puerta, contempla a una mujer con una extraña enfermedad en la piel. Esta suplica que le dejen entrar al búnker, pero cuando muere, Michelle comprende que Howard tenía razón y decide quedarse.
A medida que pasa el tiempo y los tres se adaptan a la vida en el refugio, Michelle descubre que la mujer que intentó entrar se llamaba Leslie, que al igual que Emmett, sabía del búnker algún tiempo antes del misterioso ataque. Howard también le habla acerca de su hija Megan, de quien se terminó separando debido a su fallido matrimonio, e incluso le comparte sus teorías sobre la posibilidad de que el ataque haya sido causado por una invasión extraterrestre. Cuando el purificador de aire del búnker es dañado por un temblor, Michelle es enviada a repararlo a través de los conductos de ventilación. Allí descubre un mensaje de auxilio grabado desde dentro y un arete ensangrentado. Para cuando Michelle le muestra lo descubierto y lo compara con la fotografía de Megan, Emmett le confirma que la mujer en las fotos es una antigua compañera de la secundaria que desapareció algún tiempo antes de la catástrofe. Dándose cuenta de lo peligroso que es Howard, Michelle y Emmett establecen un plan para construir un traje de protección casero y huir a la superficie. No obstante, cuando Howard descubre algunos materiales de la fabricación del traje, este los confronta a ambos amenazando con disolverlos con combustible de satélite a menos que le revelen lo que traman. En un esfuerzo por proteger a su compañera, Emmett asume la culpa alegando que se encontraba construyendo un arma, y pese a que Howard le cree, este lo ejecuta de todas formas.
Pese a los esfuerzos de Howard por consolar a Michelle, esta se ve obligada a enfrentarse a él cuando la descubre con el traje terminado, empezando un forcejeo en el que Michelle consigue eludir a Howard al arrojarle ácido en su rostro y desplazándose al cuarto del purificador de aire. Debido a un incendio eléctrico en el búnker provocado accidentalmente durante su escape, el búnker queda destruido por una explosión que mata a Howard. Ya en la superficie, Michelle descubre que el aire no es tóxico y termina por llamar la atención de una especie de nave biomecánica que intenta atraparla, aunque consigue escapar al destruirla usando un cóctel molotov improvisado. Empleando el coche de Leslie para escapar de la granja, Michelle escucha en la radio dos informes de sobrevivientes de la invasión: uno sobre la localización de un refugio y otro que solicita la asistencia de personas con experiencia militar y conocimientos médicos en una resistencia ubicada en Houston. Tras reflexionar sobre qué opción elegir, Michelle decide conducir hacia la resistencia y, mientras conduce, un par de naves más pueden ser vistas flotando sobre el terreno.

## Reparto
| Actor                   | Personaje        | Nota |
| ----------------------- | ---------------- | ---- |
| Mary Elizabeth Winstead | Michelle         |      |
| John Goodman            | Howard Stambler  |      |
| John Gallagher, Jr.     | Emmett DeWitt    |      |
| Bradley Cooper          | Ben              | Voz  |
| Suzanne Cryer           | Leslie           |      |
| Frank Mottek            | locutor de radio | Voz  |

## Producción
La película nace de un guion especulativo «de bajísimo presupuesto» escrito por John Campbell y Matt Stuecken titulado The Cellar. La página web The Tracking Board incluyó el guion en la «lista de los mejores» de 2012, una publicación anual en la que se recoge una lista de los guiones especulativos escritos ese año que han impresionado a los miembros con derecho a voto.
En 2012 Paramount Pictures compró los derechos del guion y comenzó a desarrollarlo con Bad Robot Productions, que ya estaba desarrollándolo para Insurge Pictures, la marca de Paramount especializada en películas con micropresupuestos. Debido a la participación de Bad Robot, a la película se le asignó el nombre en clave «Valencia» para mantener los detalles de la producción en secreto.
Después de que Dan Casey reescribiese el guion de Campbell y Stuecken, se dio luz verde a la producción de «Valencia» en el otoño de 2014 bajo la dirección de Dan Trachtenberg. Se informó de que se esperaba un presupuesto de alrededor de cinco millones de dólares con el fin de cumplir con la exigencia de Paramount de que su filial Insurge produjera películas con micropresupuestos.
El 8 de julio de 2014 la revista Variety informó de que John Goodman estaba negociando para protagonizar la película. El 25 de agosto del mismo año, informaron de que Mary Elizabeth Winstead había comenzado también a negociar su participación y el 22 de septiembre que John Gallagher, Jr. se había unido al reparto.
En una entrevista realizada en marzo de 2015, pocos meses después de que se acabase de rodar la película, se le preguntó a Winstead sobre su experiencia en el rodaje de «Valencia»  y la describió como «una película realmente contenida», reiterando la premisa de The Cellar: una mujer atrapada con su misterioso salvador en un supuesto mundo post catástrofe nuclear. Ese mismo mes, Insurge Pictures fue desmantelada y su equipo, absorbido por su compañía matriz. Según los medios, la única película que Insurge tenía planeado sacar al mercado era «Valencia».
Durante la producción los filmadores notaron similitudes con Cloverfield y decidieron hacer de la película lo que Abrams llama «un pariente de sangre» o una «sucesora espiritual» de dicha película. «Su espíritu, su género, su corazón, el factor de miedo, el factor de comedia, su rareza, hubo tantos elementos que se sintieron como que el ADN de la historia estaba en el mismo lugar del que Cloverfield nació», dijo Abrams. En otras entrevistas explicó: «Esos personajes y ese monstruo [de Cloverfield] no están en esta película, pero hay otros personajes y otros monstruos». «Esta película por un propósito no se llama Cloverfield 2, porque no es Cloverfield 2 [...] Así que si la buscan como una secuela literal, se sorprenderán de ver qué es. Si bien no es lo que esperan de una película con el nombre 'Cloverfield', descubrirán y entenderán cuando la vean completa». Gallagher notó que no descubrió la conexión de Valencia con Cloverfield hasta después de que comenzó la filmación y no sabe cuándo vino la idea. Winstead dijo que descubrió el título final de la película solo a unas horas del estreno de su avance.
El título definitivo de la película se reveló el 15 de enero de 2016, cuando se emitió su primer tráiler en el estreno de 13 Horas: Los soldados secretos de Bengasi. En nombre del productor J. J. Abrams, Paramount hizo unas declaraciones en las que hablaba de la película como la secuela oficial de Cloverfield, una idea que se les ocurrió durante la producción. En el montaje final, Damien Chazelle aparece en los créditos junto a Campbell y Stueckens como guionista.
Ha habido conversaciones frecuentes acerca de una hipotética secuela de Cloverfield entre la prensa y los escritores y directores de la película de 2008, Drew Goddard y Matt Reeves, quienes afirmaron con seguridad que encontraron el momento perfecto de reunirse con Abrams para llevarla a cabo, creando 10 Cloverfield Lane como la secuela oficial de Cloverfield.

### Rodaje
El rodaje de la película comenzó el 20 de octubre de 2014 en Nueva Orleans, Luisiana. Las escenas que requerían el uso de explosiones, fuego y humo se realizaron en Hahnville a principios de diciembre del mismo año. El rodaje concluyó el 15 de diciembre de 2014.

### Música
Bear McCreary compuso la música para la película.

## Estreno
La película se estrenó el 11 de marzo de 2016 en salas de cine y en IMAX.

## Recepción
10 Cloverfield Lane ha recibido críticas positivas de parte de la audiencia, así como de la crítica profesional. En el sitio Rotten Tomatoes, la película tiene una calificación de 90 %, basada en 239 reseñas, con una puntuación de 7,4/10 y un consenso que dice: «Inteligente, sólidamente hecha y probablemente tensa, 10 Cloverfield Lane hace lo mejor con sus elementos e increíble elenco y propone una nueva frontera para las franquicias cinematográficas». Metacritic le da a la película una puntuación de 76 de 100, basada en 43 críticas, indicando «reseñas generalmente favorables». Las audiencias de CinemaScore le dieron a la película un "B–" en una escala de A+ a F, mientras que en IMDb tiene una puntuación de 7.5/10, sobre la base de más de 60 000 votos, y de 6,4/10 en FilmAffinity, sobre más de 24 000 votos.